# Durfort, Ariège

Durfort este o comună în departamentul Ariège din sudul Franței. În 1 ianuarie 2022 avea o populație de 185 de locuitori.